# Edmund Saunders
Edmund Kinte Saunders (Waterbury, 6 novembre 1978) è un ex cestista e allenatore di pallacanestro statunitense.

## Palmarès

### Giocatore
- Campione NCAA (1999)
- 2 volte campione WBA (2005, 2007)
- All-WBA First Team (2005)
- All-WBA Third Team (2007)